# Soechoj Soe-35
De Soechoj Soe-35 (Russisch: Су-35) (NAVO-codenaam: Flanker-E variant 1) is een multirol straaljager die ontwikkeld is in de Sovjet-Unie. Het toestel is ontwikkeld als onderdeel van een modernisatieprogramma voor de Soe-27 en bracht later de Soe-30-serie voort.

## Ontwikkeling
De ontwikkeling van de Soe-35 begon eind jaren 80 onder de aanduiding T-10M, maar de aanduiding Soe-27M wordt ook gebruikt. In totaal werden elf prototypen gebouwd, vier hiervan (staartnummers 701, 702, 706 en 707) waren verbouwde Soe-27's de andere zeven waren volledig nieuw. Het elfde prototype werd later hernoemd naar Soe-37.
Het modernisatieprogramma waar de Soe-35 uit voortkwam kan het beste gezien worden als een toepassing van nieuw ontdekte technologieën in verschillende gebieden op het originele ontwerp van de Soe-27. Zo beschikt het toestel over de nieuwe N-011 passieve phased-arrayradar, werd het glazen cockpit-principe voor het eerst toegepast in een Sovjet-straaljager en bestaan delen van het toestel uit een met koolstofvezel versterkte kunststof. Ook zijn veel verbeteringen van de Soe-33 overgenomen: de voorvleugels en sonde voor bijtanken in de lucht werden beide overgenomen van dit toestel, evenals het dubbele voorwiel en de extra wapenophangpunten. De brandstofcapaciteit en daarmee het vliegbereik van het toestel werd vergroot door de plaatsing van een extra brandstoftank in elk van de staartvinnen. Hiermee werd de brandstofcapaciteit vergroot van 9400 naar 10.250 kg.

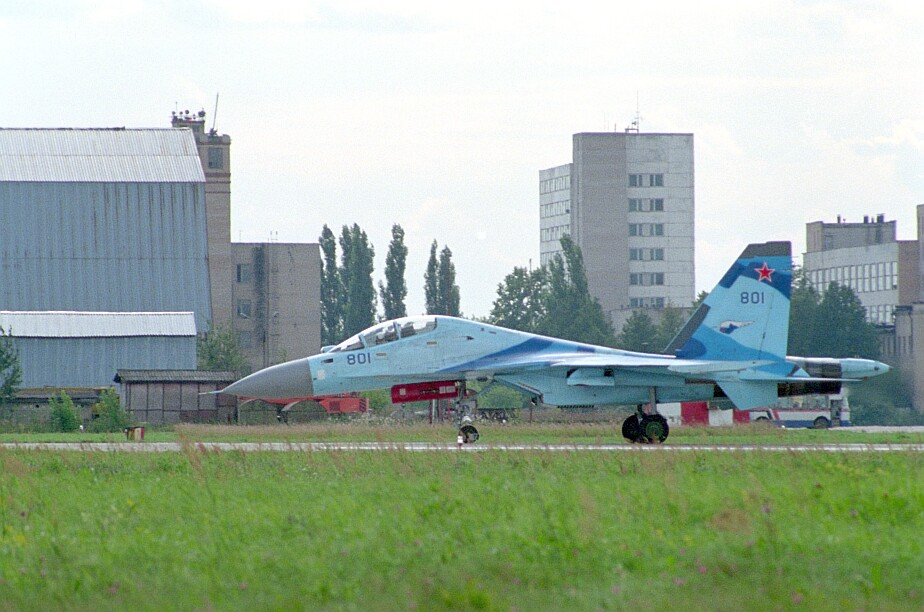
Soe-35UB op de MAKS-vliegshow in 2001

Eind jaren 1990 ontwikkelde KnAAPO een trainingsvariant van de Soe-35 genaamd Soe-35UB. Deze variant nam de N-011M radar over van de Soe-37. Deze tweezitter vloog voor het eerst in 2000.
Soechoj zelf heeft daarna de Soe-35BM ontwikkeld, wederom om de laatste technieken toe te passen. Deze variant beschikt naast de verbeteringen van de gewone Soe-35 over de Irbis-E hybride phased-array radar die dertig luchtdoelen tegelijk kan volgen en acht tegelijk kan aanvallen. Ook kan de radar vier gronddoelen volgen waarvan twee tegelijk aangevallen kunnen worden. Verder beschikt het toestel over twee NPO Saturn 117S motoren met stuwstraalbesturing en een stuwkracht van 142 kN. De voorvleugels werden bij deze variant echter overbodig geacht door de aanwezigheid van de motoren met stuwstraalbesturing.